# Шмаков, Радий Анатольевич
Радий Анатольевич Шмаков (17 января 1931, Новосибирск — 23 сентября 2021, Санкт-Петербург) — советский инженер-конструктор, кораблестроитель, главный конструктор атомных подводных лодок I и II поколений и их модификаций, лауреат Государственной премии СССР и премии Правительства Российской Федерации в области науки и техники.

## Биография
Радий Анатольевич Шмаков родился 17 января 1931 году в Новосибирске. Рано потерял отца, который был репрессирован в апреле 1936 и расстрелян 22 июня 1941 года.
В 1948 году окончил с золотой медалью новосибирскую среднюю школу. Подал документы на поступление в Московский авиационный институт имени Серго Орджоникидзе, но из-за отсутствия там общежития изменил решение. Сдал экзамены в Николаевский кораблестроительный институт и был зачислен на первый курс, но решил по семейным обстоятельствам перевестись в Ленинградский кораблестроительный институт.
В 1954 году окончил его с отличием.
Работал в Специальном конструкторском бюро № 143 (ныне Санкт-Петербургское морское бюро машиностроения «Малахит») инженером-конструктором, с 1958 года — начальником сектора. Участвовал в создании первой атомной подводной лодки «Ленинский комсомол».
В 1962 году назначен главным конструктором. Участвовал в проектировании, строительстве и сдаче целого ряда проектов опытных дизельных подводных лодок (проекты 613РВ, 633РВ, 633КС), наземных стендов (проекты 03010, 03010Б) для отработки противолодочных ракетных комплексов.
С 1966 по 1976 год по совместительству преподавал в Ленинградском кораблестроительном институте. Читал курс лекций по динамике старта ракет с подводной лодки, устройствам и теории корабля.
С 1976 по 1984 год участвовал в модернизациях и сдаче атомных подводных лодок I и II поколений, был главным конструктором атомных подводных лодок проектов 671, 67IРТ, 67IРТМ. Более 20 лет возглавлял Совет изобретателей и рационализаторов СПМБМ «Малахит».
Принимал участие в проектировании, строительстве и сдаче атомных подводных лодок с ракетным комплексом «Гранат», являлся членом государственных комиссий по приемке на вооружение противолодочных ракетных комплексов «Вьюга», «Водопад», «Водопад НК», «Ветер» и «Шквал».
В 1981 году присуждена Государственная премия СССР.
В 1997 году стал лауреатом премии Правительства Российской Федерации в области науки и техники.
Умер 23 сентября 2021 года в Санкт-Петербурге. Похороны пройдут 27 сентября на Серафимовском кладбище.

## Награды
- Орден Октябрьской Революции (1978),
- Орден Трудового Красного Знамени (1971, 1985)
- Медали
- Юбилейные медали академика С. П. Королева, В. П. Макеева, Н. Н. Исанина.

В честь Радия Анатольевича Шмакова и его брата Сталя Анатольевича Шмакова — учёного-филолога, заслуженного учителя России, доктора педагогических наук, установлена Памятная плита в Новосибирске у дома, где они выросли (ул. Сургутская, 62 Железнодорожного района, бывшая ул. Мазутная, 58 Кагановического района).

## Семья
- Отец — Шмаков Анатолий был арестован и репрессирован в 1936 году, расстрелян в 1941. Реабилитирован.
- Мать — Смышляева Анна Ивановна, умерла в 1992 году.
- Брат — Шмаков, Сталь Анатольевич (1931—2000) — учёный-филолог, профессор, академик, заслуженный учитель России, доктор педагогических наук[5].